# 化念水库
化念水库是中国云南省玉溪市峨山彝族自治县化念镇境内的一座水库，位于化念河上，建于1957年。水库正常库容为1385万立方米，集雨面积为363平方千米，海拔为1125米。